# 南亞多棱圓鯡
南亞多棱圓鯡為輻鰭魚綱鲱形目鲱科的其中一種，分布於印度南部及斯里蘭卡的淡水、半鹹水水域，體長可達5公分，棲息在河川下游、河口區、潟湖，以浮游生物為食，可做為食用魚。

## 擴展閱讀
維基物種上的相關：南亞多棱圓鯡